# Cyrus Young
Cyrus J. Young, Jr (Modesto, 23 de julho de 1928) é um ex-atleta e campeão olímpico norte-americano, especializado no lançamento de dardo. Um estudante da Universidade da Califórnia em Los Angeles (UCLA) foi o primeiro não-europeu a conquistar um título olímpico na modalidade e continua a ser o único norte-americano a fazê-lo até os dias de hoje.
Começou  a praticar com o dardo seriamente apenas após entrar na UCLA, em 1948, aos 20 anos. Em 1950 foi o segundo colocado no campeonato nacional da NCAA e em 1952 quebrou o recorde norte-americano com a marca de 78,12 m. Em Helsinque 1952 tornou-se campeão olímpico com um lançamento de 73,78 m, novo recorde olímpico.
Continuou a competir durante os anos seguintes e quatro anos depois, em Melbourne 1956, preparou-se para defender seu título. Em abril de 1956, ele conseguiu o melhor lançamento de sua carreira, lançando o dardo a 79,16 m. Pouco depois, conseguiu seu único título da  Amateur Athletic Union(AAU). Em virtude dos Jogos Olímpicos serem realizados pela primeira vez no Hemisfério Sul, onde as estações são "ao contrário" do Norte, os Jogos foram marcados para novembro, ao invés de se realizarem como sempre no meio do ano, verão no Hemisfério Norte, por causa do frio na Austrália nesta época do ano. Alguns meses antes dos Jogos, o polonês Janusz Sidło, campeão europeu de 1954, havia estabelecido nova marca mundial de 83,66 m em Milão, Itália. Mesmo assim, Young chegou em Melbourne como um dos favoritos da prova. Três dias antes do início da competição, durante um treinamento, ele torceu um tornozelo, e, competindo com dor, ficou  apenas em 11º lugar.